# Дёгтево (Ростовская область)
Дегтево — слобода в Миллеровском районе Ростовской области. Административный центр Дегтевского сельского поселения. Население — 1365 человек (на 1 января 2011 года).

## География
Слобода расположена при впадении Лозовой реки в реку Калитву — приток Северского Донца. Расстояние до районного центра — города Миллерово — 33 км по прямой или 39 км по автомобильным дорогам.

### Улицы
| - Лесная улица - Мира, улица - Молодёжная улица - Первомайская улица | - Победы, улица - Российская улица - Ростовская улица - Садовая улица | - Степная улица - Цветочная улица - Школьная улица - Речной переулок |

## История
Слобода Дёгтево у реки Лозовой была расположена в 100 верстах от окружной станицы. В 1763 году у старшины Тимофея Грекова был хутор Дёхтевский, в нём проживало 95 жителей. В 1771 году на реке Калитве находился хутор Дёхтевский старшины и походного атамана Тимофея Грекова. В 1819—1822 годах в Дёгтеве насчитывалось 70 дворов и 655 жителей, среди них 313 мужчин и 342 женщины. По статистическому описанию 1822—1832 годов в слободе была деревянная церковь Иоанна Предтечи, деревянный господский дом, 195 крестьянских домов и водяная мельница. В 1859 году в посёлке Дёгтевском было 57 дворов и 599 жителей, из них 302 мужчины и 297 женщин.
После отмены крепостного права войсковой старшина Аким Барабанщиков предоставил в дар сельскому обществу слободы Дёгтевой, состоявшему из 176 ревизских душ по 1/4 земельного надела. Всего предоставил 154 десятины земли. В общем пользовании помещика и крестьян оставались водопои и выгоны скота. До завершения обмежевания крестьяне оставались с правом пользования этими угодьями. Ими они пользовались до обнародования Положения на двухдневной барщине: мужчины от 18 до 55 лет, женщины от 17 до 50 лет.
Каждый крестьянин должен был являться на работу к помещику по его требованию. При себе надо было иметь двух быков и исправные земледельческие орудия труда. Из-за долгов имение продаже не подлежало, на него не могла быть совершена закладная.
В настоящее время селение живёт и развивается. В селении имеется средняя школа, магазины, сельскохозяйственное предприятие ООО «Дегтевское».

## Население
| 2010 |
| ---- |
| 1185 |

## Экономика
- Предприятие: ООО «Дёгтевское» (растениеводство, животноводство)[1].
- Количество крестьянско-фермерских хозяйств: 14.
- Количество операторов мобильной связи: 3.

## Достопримечательности
- В Дегтевском сельском поселении в 2016 году в память о пограничниках разных поколений накануне Дня пограничника установлен пограничный столб и обелиск. Сооружения установлены по инициативе ветеранов пограничников села Дегтево.
- Археологические памятники: Курганная группа «Дегтево I» из двух курганов, расположенных в 3,6 км к востоку от Дегтево и Курганная группа «Дегтево II» из 3 курганов, расположенных в 7,5 километрах к востоку-юго-востоку от села Дегтево.